# 389
389（三百八十九、さんびゃくはちじゅうきゅう）は自然数、また整数において、388の次で390の前の数である。

## 性質
- 389は77番目の素数である。1つ前は383、次は397。
  - 約数の和は390。
- 20番目の非正則素数である。1つ前は379、次は401。
- 389 = 389 + 0 × ω (ωは1の虚立方根)
  - a + 0 × ω (a > 0) で表される40番目のアイゼンシュタイン素数である。1つ前は383、次は401。
- 10進数表記において桁を逆に並べても素数となる20番目のエマープである。 1つ前は359、次は701。
- 38…89 の形の最小の素数である。次は3889。(オンライン整数列大辞典の数列 A101847)
- 末尾の2桁が89の2番目の素数である。1つ前は89、次は1289。(オンライン整数列大辞典の数列 A244777)
- 各位の和が20になる2番目の数である。1つ前は299、次は398。
  - 各位の和が20になる数で素数になる最小の数である。次は479。(オンライン整数列大辞典の数列 A106760)
- 各位の平方和が154になる最小の数である。次は398。(オンライン整数列大辞典の数列 A003132)
  - 各位の平方和が n になる最小の数である。1つ前の153は588、次の155は579。(オンライン整数列大辞典の数列 A055016)
- 1/389 は循環節の長さが388の循環小数となる。
  - 逆数が循環小数になる数で循環節が388になる最小の数である。次は778。
  - 循環節が n −1 である巡回数を作る29番目の素数である。1つ前は383、次は419。
  - 循環節が n になる最小の数である。1つ前の387は14013、次の389は1991681。(オンライン整数列大辞典の数列 A003060)
- 389 = 102 + 172
  - 異なる2つの平方数の和で表せる117番目の数である。1つ前は388、次は394。(オンライン整数列大辞典の数列 A004431)
- 389 = 12 + 82 + 182 = 42 + 72 + 182 = 62 + 82 + 172 = 72 + 122 + 142 = 82 + 102 + 152
  - 3つの平方数の和5通りで表せる11番目の数である。1つ前は386、次は398。(オンライン整数列大辞典の数列 A025325)
  - 異なる3つの平方数の和5通りで表せる8番目の数である。1つ前は381、次は398。(オンライン整数列大辞典の数列 A025343)

## その他 389 に関連すること
- 国際電話番号の389は、マケドニア。
- ユナイテッド航空389便墜落事故は、1965年におきた航空事故。
- マグフォード(USS Mugford, DD-389)は、アメリカ海軍の駆逐艦。
- デュラント(USS Durant, DE-389/WDE-489/DER-389)は、アメリカ海軍の護衛駆逐艦。
- ピラーニャ(USS Piranha, SS-389)は、アメリカ海軍の潜水艦。